# Jan Matzal Troska
Jan Matzal, znany gł. pod ps. literackimi: J. M. Troska i Jan Merfort, w roku 1947 zmienił nazwisko na Jan Troska (ur. 3 sierpnia 1881 w Valašské Klobouky, Morawy;  zm. 3 września 1961 w Pradze, Czechy) – czeski pisarz; autor powieści fantastyczno-naukowych dla młodzieży. Publikował w latach 30. i 40. XX wieku.